# Hieracium nasimovae
Hieracium nasimovae es una especie de planta con flor del género Hieracium, de la familia Asteraceae, orden Asterales.

## Distribución
Hieracium nasimovae se distribuye por Rusia.

## Taxonomía
Fue descrita científicamente por N. V. Stepanov.